# District d'Ulytaou
Le district d'Ulytaou (en kazakh : Ұлытау ауданы) est un district de l'oblys de Ulytaou au Kazakhstan.

## Géographie
Le centre administratif du district est la ville d'Ulytaou.

## Démographie
En  2013, le district a une population de 13 909 habitants.